# Kadir Bekmezci
Kadir Bekmezci, né à Seraing le 5 juillet 1985, est un joueur de football belge qui évolue comme milieu de terrain. Depuis juillet 2015, il porte les couleurs du club turc d'Antalyaspor

## Carrière
Natif de Seraing, une ville proche de Liège, Kadir Bekmezci rejoint l'école des jeunes du Standard de Liège dès son plus jeune âge. En 2005, n'ayant pas obtenu de contrat professionnel avec le club liégeois, il décide de rejoindre Beringen Heusden-Zolder, en Division 2. Il est d'emblée titularisé mais le club est en grandes difficultés financières et dépose le bilan en mars 2006, laissant tous ses joueurs sans club. Kadir Bekmezci s'engage alors avec le KAS Eupen jusqu'au terme de la saison mais il ne joue aucun match avec cette équipe. Durant l'été, il rejoint le KFC Verbroedering Geel, en troisième division. Ses premiers mois sont difficiles et il se retrouve le plus souvent sur le banc ou dans l'équipe réserve du club. À partir du mois de janvier toutefois, son statut change et il gagne sa place de titulaire dans l'entrejeu. En fin de saison, le club remporte le tour final de Division 3 mais ne reçoit pas sa licence pour le football rémunéré, indispensable pour évoluer dans les deux plus hautes divisions nationales, une situation qui mènera à l'Affaire Namur-Geel.
Malgré la montée finalement obtenue, Kadir Bekmezci quitte le club et part pour le pays d'origine de ses parents, la Turquie. Il y signe un contrat avec le Hacettepe SK, tout juste promu en première division turque. Il y joue deux saisons puis est transféré en août 2009 par Sivasspor, n'accompagnant pas ses coéquipiers en deuxième division turque. Il y dispute ses deux premières rencontres européennes, en Ligue Europa contre le Shakhtar Donetsk, qui se soldent par autant de défaites. Après une première saison d'adaptation, il devient titulaire indiscutable en milieu de terrain. Il reçoit le brassard de capitaine au début de la saison 2013-2014 après le départ d'Uğur Kavuk à Gaziantepspor. En juillet 2015, après six années passées à Sivasspor, il rejoint les promus d'Antalyaspor.

## Statistiques
| Saison                | Club                    | Championnat           | Championnat | Championnat | Coupe(s) nationale(s) | Coupe(s) nationale(s) | Compétition(s) continentale(s) | Compétition(s) continentale(s) | Compétition(s) continentale(s) | Total | Total |
| Saison                | Club                    | Division              | M.          | B.          | M.                    | B.                    | Comp.                          | M.                             | B.                             | M.    | B.    |
| 2005-2006             | Beringen Heusden-Zolder | Division 2            | 22          | 0           | 0                     | 0                     | -                              | 0                              | 0                              | 22    | 0     |
| 2005-2006             | KAS Eupen               | Division 2            | 0           | 0           | 0                     | 0                     | -                              | 0                              | 0                              | 0     | 0     |
| 2006-2007             | KFC Verbroedering Geel  | Division 3            | 21          | 1           | 0                     | 0                     | -                              | 0                              | 0                              | 21    | 1     |
| 2007-2008             | Hacettepe SK            | Division 1            | 29          | 1           | 0                     | 0                     | -                              | 0                              | 0                              | 29    | 1     |
| 2008-2009             | Hacettepe SK            | Division 1            | 33          | 1           | 0                     | 0                     | -                              | 0                              | 0                              | 33    | 1     |
| 2009-2010             | Sivasspor               | Division 1            | 19          | 0           | 2                     | 1                     | LE                             | 2                              | 0                              | 23    | 1     |
| 2010-2011             | Sivasspor               | Division 1            | 31          | 0           | 1                     | 0                     | -                              | 0                              | 0                              | 32    | 0     |
| 2011-2012             | Sivasspor               | Division 1            | 40          | 2           | 2                     | 0                     | -                              | 0                              | 0                              | 42    | 2     |
| 2012-2013             | Sivasspor               | Division 1            | 32          | 1           | 12                    | 0                     | -                              | 0                              | 0                              | 44    | 1     |
| 2013-2014             | Sivasspor               | Division 1            | 32          | 0           | 7                     | 0                     | -                              | 0                              | 0                              | 39    | 0     |
| 2014-2015             | Sivasspor               | Division 1            | 26          | 1           | 10                    | 0                     | -                              | 0                              | 0                              | 36    | 1     |
| Total sur la carrière | Total sur la carrière   | Total sur la carrière | 285         | 7           | 34                    | 1                     | -                              | 2                              | 0                              | 321   | 8     |